# Franjo Kočevar
Franjo Kočevar, slovenski kemik in tekstilni tehnolog, * 2. februar 1903, Postojna, † 20. september 1991, Jesenice.

## Življenjepis
Franjo Kočevar je kemijo študiral v Ljubljani in Varšavi ter leta 1925 diplomiral v Brnu, doktoriral pa 1929 na Univerzi v Ljubljani. Po doktoratu se je v študijskem letu1929/1930 specializiral iz tekstilstva na tehniški visoki šoli v Brnu. Prvo službo je za kratek čas dobil v »smodnišnici« v Kamniku (sedaj Kemična industrija Kamnik). Od leta 1930 do 1941 je organiziral in vodil tekstilno šolo v Kranju in leta 1935 organiziral tekstilno tovarno Brumen&Thaler v Škofji Loki. Med drugo svetovno vojno je delal v tekstilni tovarni Intex v Kranju po vojni pa je bil od leta 1946 do 1948 vladni svetovalec za raziskovanje tekstil in razvoj tekstilne indistrije. Na oddelku za kemijo tehniške visoke šole v Ljubljani je bil 1951 izvoljen za izrednega profesorja in bil tu v šolskem letu 1953/1954 dekan. Leta 1956 postal redni profesor na tehniški fakulteti v Ljubljani in istega leta prav tam ustanovil inštitut za tekstilno tehnologijo ter bil njegov predstojnik do 1967. V letih 1956-1957 je bil predsednik Zveze inženirjev in tehnikov Jugoslavije. Bil je častni član slovenskega društva in jugoslovanske zveze inženirjev in tehnikov. Leta 1975 je prejel Kidričevo nagrado, Univerza v Ljubljani pa mu je 1979 podelila naslov zaslužnega profesorja.

## Delo
Rezulzati Kočevarjevega raziskovalnega in razvojnega dela, usmerjenega zlasti v raziskave vlaknin in njihovih obdelav so prikazani v 200 strokovnih člankih in patentih. Dr. Kočevar je pomembno prispeval tudi pri pripravi in izdelavi standardov JUS za naravna in sintetična vlakna. Vodil je izdelavo več investicijskih programov za izgradnjo novih ali rekonstrukcijo obstoječih tekstilnih tovarn v Sloveniji in Jugoslaviji.